# GVB (azienda)
GVB Holding N.V. (acronimo di Gemeentelijk Vervoer Bedrijf) è una società pubblica olandese, interamente controllata dal comune di Amsterdam, che gestisce il trasporto pubblico locale della capitale olandese composto da: autobus, metropolitana, tram e traghetti.

## Storia
I primi sistemi di trasporto pubblico locale ad Amsterdam furono operati dalla società privata Amsterdamsche Omnibus Maatschappij (AOM), che nel 1872 attivò diverse linee di omnibus a trazione animale, trasformati pochi anni dopo in tram a cavalli. Il servizio svolto da AOM fu rilevato dal comune nel 1900, in concomitanza con l'elettrificazione della rete tranviaria urbana. Contestualmente fu fondata la società Gemeentetram Amsterdam o GTA. Sempre sul finire del XIX secolo il comune attivò un servizio di traghetti attraverso l'IJ, costituendo nel 1897 la società Gemeenteveren Amsterdam o GV. Una prima linea autobus sperimentale apparve nel 1908, anche se fu presto soppressa. La prima linea autobus regolare fu istituita nel 1922.
Durante l'occupazione nazista, nel 1943, il reichskommissar Arthur Seyss-Inquart dispose la fusione dei due gestori dei trasporti urbani di Amsterdam, dando vita alla società Gemeentelijk Vervoer Bedrijf o GVB.

## Linee gestite

### Linee autobus

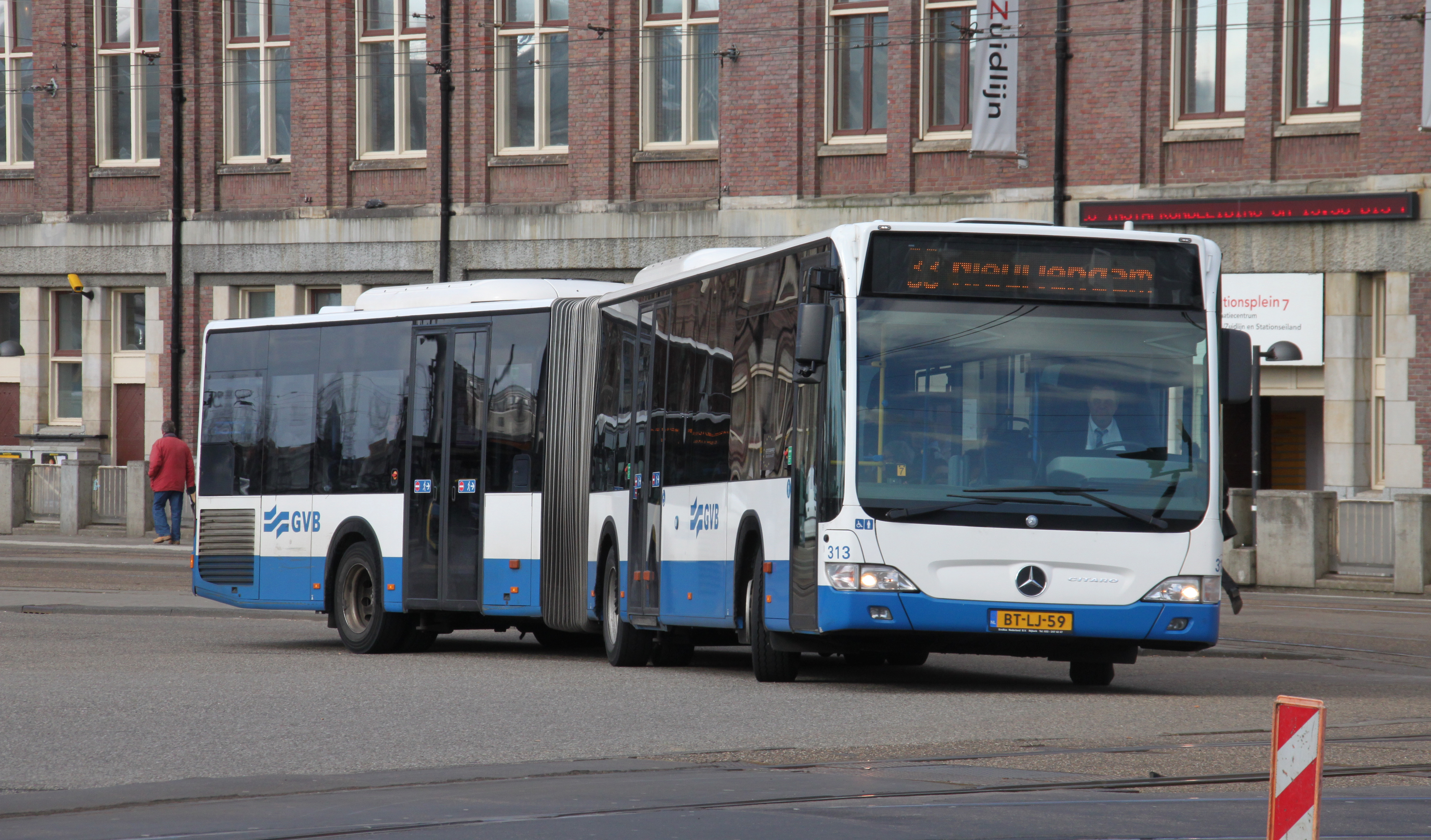
Mercedes-Benz Citaro C1 Facelift in servizio sulla linea 43.

La rete automobilistica di Amsterdam gestita da GVB si compone di circa 36 linee.

### Linee metropolitane

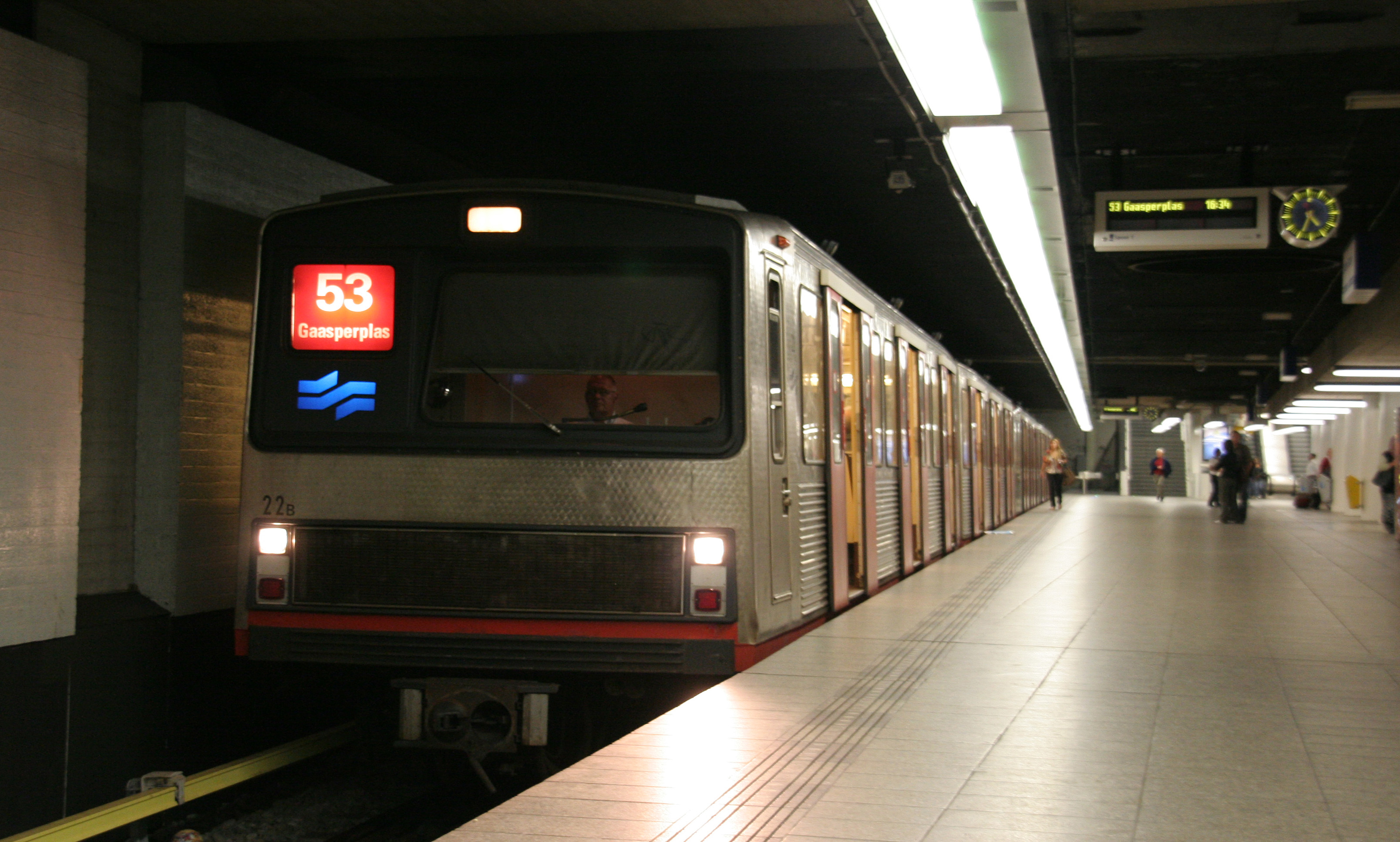
Convoglio M2 della metropolitana sulla linea 53.

- Linea 50 (Isolatorweg - Gein)
- Linea 51 (Isolatorweg - Centraal)
- Linea 52 (Noord - Zuid)
- Linea 53 (Gaasperplas - Centraal)
- Linea 54 (Gein - Centraal)

### Linee tranviarie
- Linea 1 (Muiderpoortstation - Osdorp De Aker)
- Linea 2 (Centraal Station - Nieuw Sloten)
- Linea 3 (Zoutkeetsgracht - Flevopark)
- Linea 4 (Centraal Station - Station RAI)
- Linea 5 (Westergasfabriek - Stadshart Amstelveen)
- Linea 7 (Slotermeer - Azartplein)
- Linea 12 (Centraal Station - Amstelstation)
- Linea 13 (Centraal Station - Geuzenveld)
- Linea 14 (Centraal Station - Flevopark)
- Linea 17 (Centraal Station - Osdorp Dijkgraafplein)
- Linea 19 (Centraal Station - Diemen Sniep)
- Linea 24 (Centraal Station - VU medisch centrum)
- Linea 25 (Station Zuid - Amstelveen Westwijk)
- Linea 26 (Centraal Station - IJburg)